# Алвес, Клаудио
Кла́удио А́лвес (порт. Claudio Alves; род. 17 января 1986, Сан-Паулу) — бразильский кёрлингист.

## Команды
| Сезон                                               | Четвёртый  | Третий        | Второй                | Первый       | Запасной               | Турниры              |
| --------------------------------------------------- | ---------- | ------------- | --------------------- | ------------ | ---------------------- | -------------------- |
| Кёрлинг среди смешанных команд (mixed curling)      |            |               |                       |              |                        |                      |
| 2018—19                                             | Анна Сибуя | Клаудио Алвес | Лусиана Рейс Баррелла | Erick Santos | тренер: Matthew Gervan | ЧМСК 2018 (33 место) |
| Кёрлинг среди смешанных пар (mixed doubles curling) |            |               |                       |              |                        |                      |
| 2017—18                                             | Анна Сибуя | Клаудио Алвес |                       |              |                        | ЧБСП 2017 (5 место)  |

(скипы выделены полужирным шрифтом)